# Psilochorema spiniharpax
Psilochorema spiniharpax är en nattsländeart som beskrevs av Ward 1995. Psilochorema spiniharpax ingår i släktet Psilochorema och familjen Hydrobiosidae. Inga underarter finns listade i Catalogue of Life.